# 克莱沃河
克莱沃河（法语：Clerve；德语：Klerf）是一条流经卢森堡的河流，在考滕巴赫汇入维尔茨河。该河流经特鲁瓦维耶日和克莱沃，其在克莱沃之上的部分被称为沃尔茨河（Woltz）。 